# Palos Park (Illinois)
Palos Park es una villa ubicada en el condado de Cook en el estado estadounidense de Illinois. En el Censo de 2010 tenía una población de 4847 habitantes y una densidad poblacional de 470,68 personas por km².

## Geografía
Palos Park se encuentra ubicada en las coordenadas 41°40′16″N 87°49′29″O / 41.67111, -87.82472. Según la Oficina del Censo de los Estados Unidos, Palos Park tiene una superficie total de 10.3 km², de la cual 10.19 km² corresponden a tierra firme y (1.08%) 0.11 km² es agua.

## Demografía
Según el censo de 2010, había 4847 personas residiendo en Palos Park. La densidad de población era de 470,68 hab./km². De los 4847 habitantes, Palos Park estaba compuesto por el 95.17% blancos, el 0.8% eran afroamericanos, el 0.08% eran amerindios, el 1.69% eran asiáticos, el 0% eran isleños del Pacífico, el 1.01% eran de otras razas y el 1.24% pertenecían a dos o más razas. Del total de la población el 4.11% eran hispanos o latinos de cualquier raza.